# 金沙遺跡

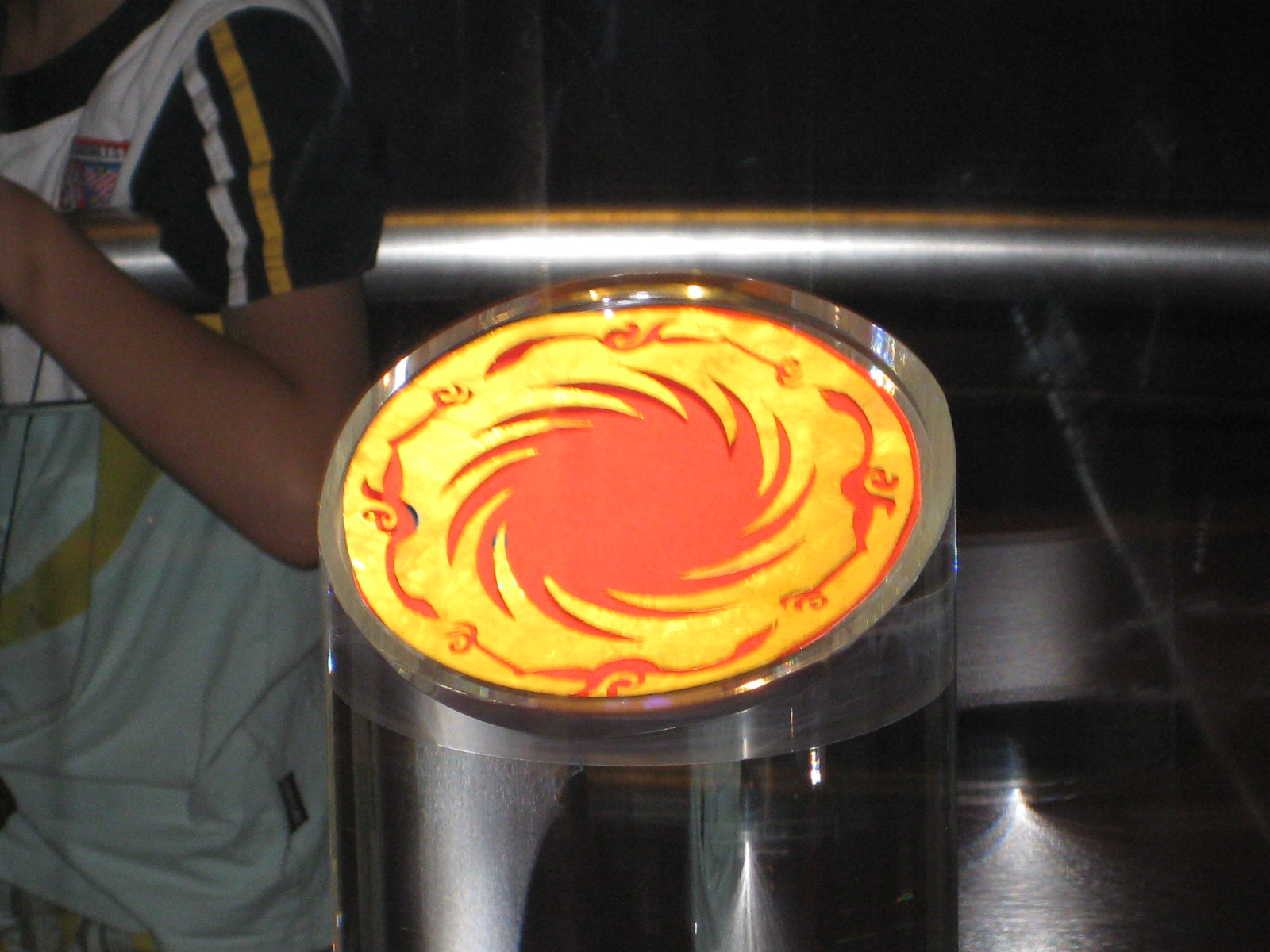
太陽神鳥金飾

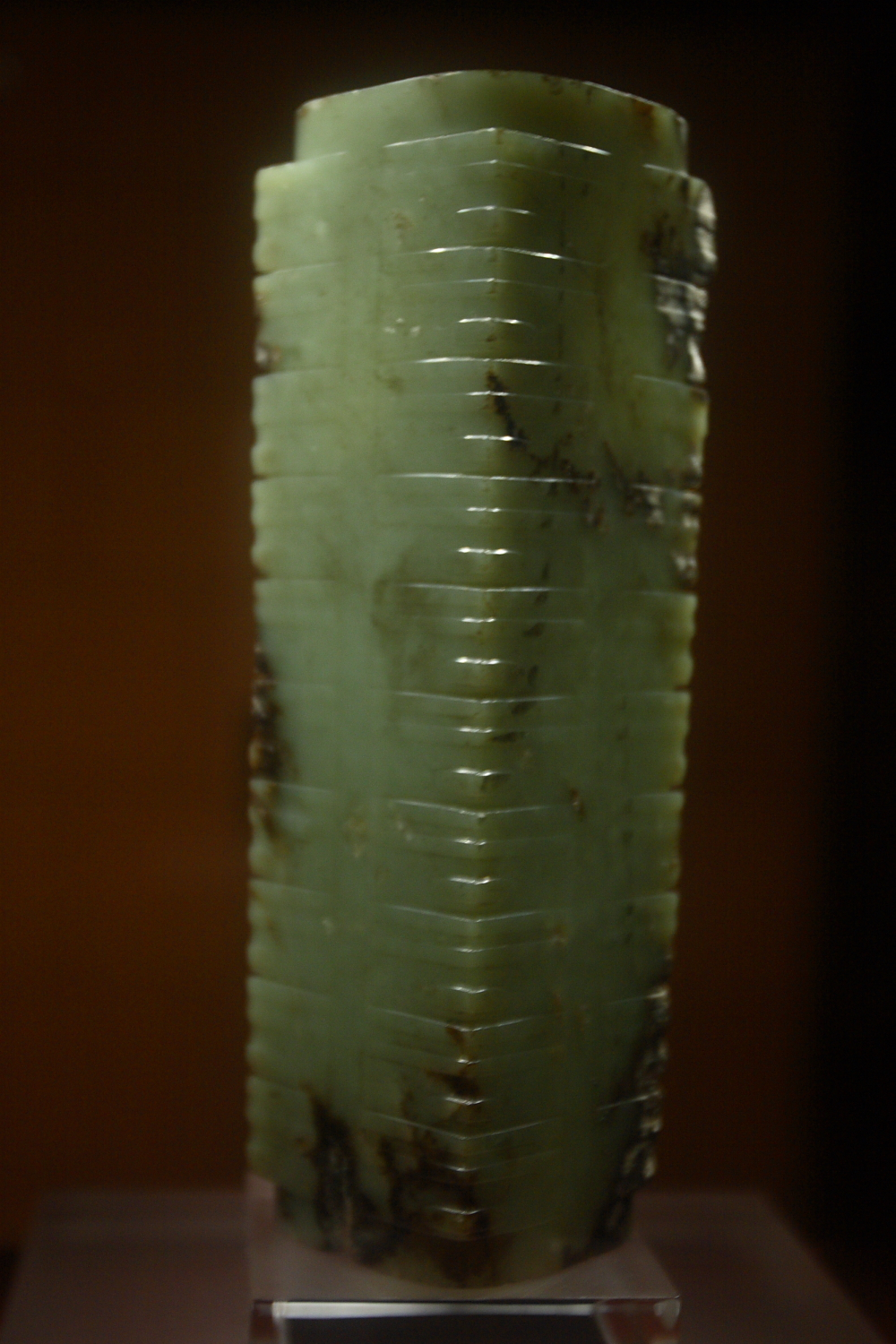
十節玉琮

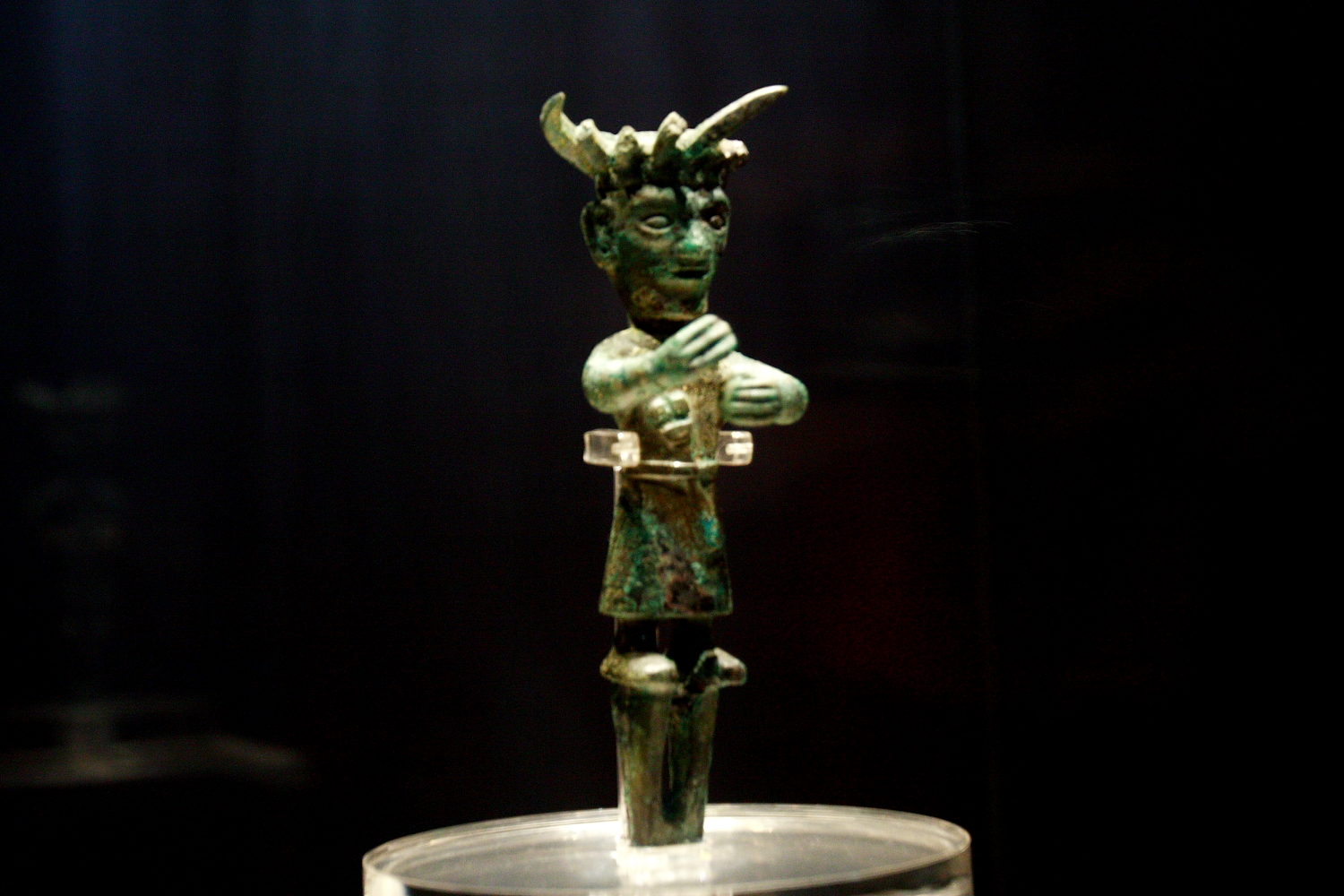
青銅立人像

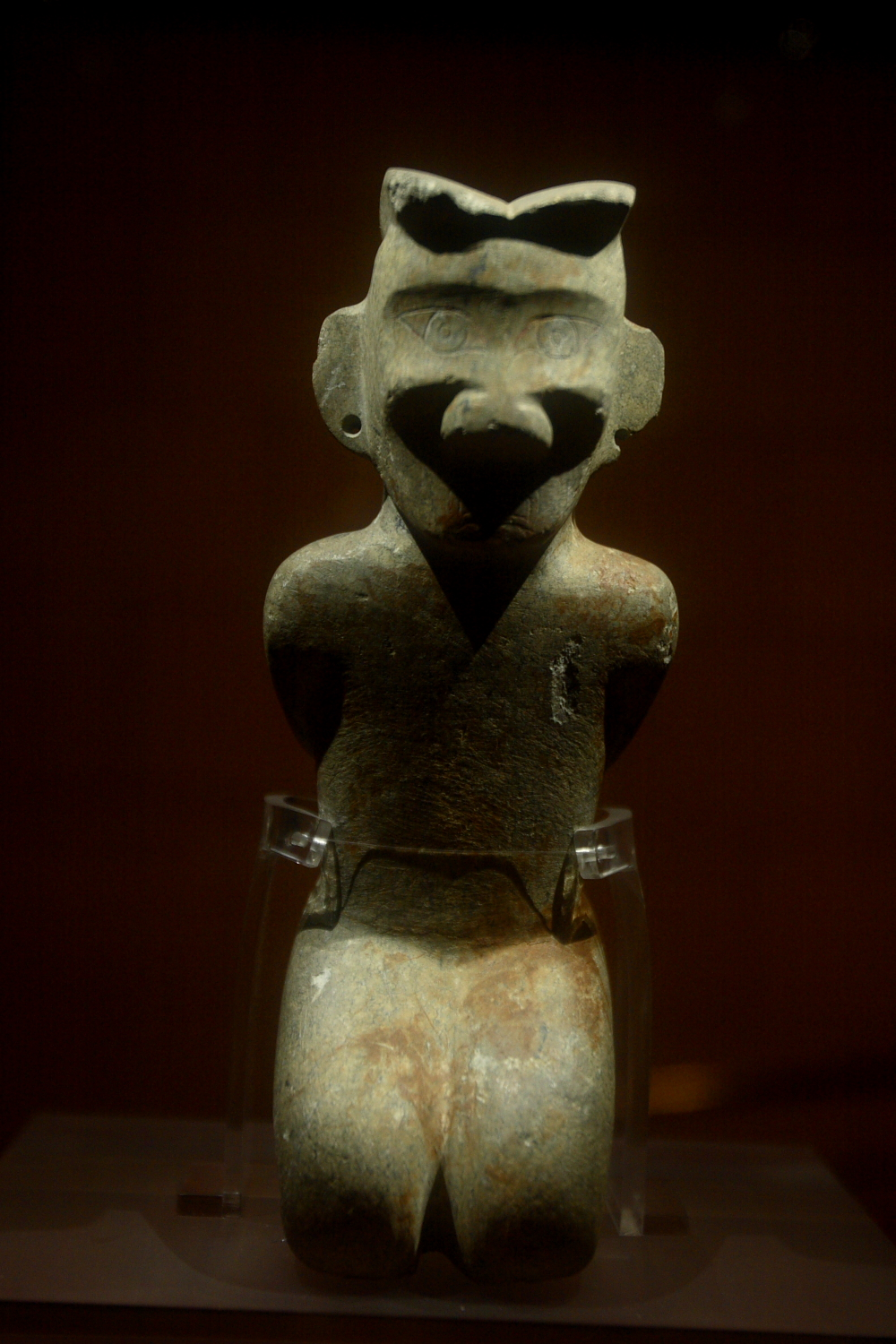
跪坐石人像

金沙遺跡（きんさいせき）は、中国の四川省成都市青羊区金沙街道にある殷周時代の遺跡。面積は5㎢を越える。
2007年4月16日に金沙遺址博物館（金沙遺跡博物館）が開館。遺跡の祭祀区発掘現場と発掘成果を展示。

## 概要
成都市の城西の青羊区金沙街道に位置し、2001年2月8日、蜀風花園の住宅開発に伴う下水道工事中に発見された。
21世紀最初の中国における考古学的大発見で、その後の発掘調査により、基本確認部分でも5平方kmに及ぶ大型遺跡である。
ここからはすでに金器200余点・青銅器1200余点・玉器2000余点・石器1000余点・漆木器10余点の5000点あまりと、陶器数万点・象牙1トン・動物骨片数千点が発掘された。
これらの調査などにより、本遺跡は、紀元前1700年～前1200年（夏晩期～殷後期）の三星堆文化の後、紀元前1200年～前500年（殷後期～春秋）の十二橋文化（十二橋・金沙文化と改称）の代表遺跡と解明された。以上により、2006年に中国重点文物保護単位に指定された。
遺物を代表するのが外径12.5cm・内径5.29cm・厚さ0.02cm・重量20gの太陽神鳥金箔で、現在、成都市の市徽になっている。そのほか玉器の代表が十節玉琮で、青銅器の代表が青銅立人で、石器の代表が跪坐石人像である。
2007年4月16日、遺跡上に金沙遺址博物館（成都市青羊区金沙遺址路2号）が開館し、祭祀址遺跡の保護展示の遺跡館、遺物など総合展示の陳列館などがある。